# Joan Lind
Joan Louise Lind (Long Beach, 26 de septiembre de 1952-Long Beach, 28 de agosto de 2015) fue una deportista estadounidense que compitió en remo.
Ganó una medalla de plata en los Juegos Olímpicos de Montreal 1976 en la prueba de scull individual. El boicot que los Estados Unidos promovió para los Juegos Olímpicos de Moscú 1980 le impidieron la participación. Tuvo que esperar a Los Ángeles de 1984 para volver a participar en unos Juegos y ganar una segunda medalla de plata, en esta ocasión en la prueba de cuatro scull con timonel junto a Anne Marden, Lisa Rohde, Virginia Gilder y Kelly Rickon.

## Palmarés internacional
| Juegos Olímpicos | Juegos Olímpicos             | Juegos Olímpicos | Juegos Olímpicos         |
| Año              | Lugar                        | Medalla          | Prueba                   |
| ---------------- | ---------------------------- | ---------------- | ------------------------ |
| 1976             | Montreal (Canadá)            | Medalla de plata | Scull individual         |
| 1984             | Los Ángeles (Estados Unidos) | Medalla de plata | Cuatro scull con timonel |